# Notalia picta
Notalia picta är en ringmaskart som först beskrevs av Johan Gustaf Hjalmar Kinberg 1866.  Notalia picta ingår i släktet Notalia och familjen Phyllodocidae. Inga underarter finns listade i Catalogue of Life.